# HD 178175
HD 178175 (HR 7249) è una stella bianco-azzurra di sequenza principale nella costellazione del Sagittario. È una stella variabile del tipo Gamma Cassiopeiae, con magnitudine visuale che varia fra 5,34 e 5,60. Come molte variabili di questa classe è anche una stella Be in rapida rotazione su se stessa. Ha una massa pari a 10 M⊙ e, considerando la radiazione ultravioletta che una stella così calda emette (22000 K), la sua luminosità è 15300 L⊙.
Dista 1 268 anni luce dal Sistema solare, e si muove attraverso la nostra Galassia ad una velocità di 22,4 km/s rispetto al Sole. La sua orbita galattica porta questa stella a una distanza fra 22 500 e 26 300 anni luce dal centro della Via Lattea.

## Occultazioni
Per la sua posizione prossima all'eclittica, è talvolta soggetta ad occultazioni da parte della Luna e, più raramente, dei pianeti, generalmente quelli interni.
L'ultima occultazione planetaria, da parte di Venere, avvenne il 20 febbraio 1867.
L'ultima occultazione lunare, invece, si è verificata il 7 marzo 2013.